# 佔領中環 (2011年)

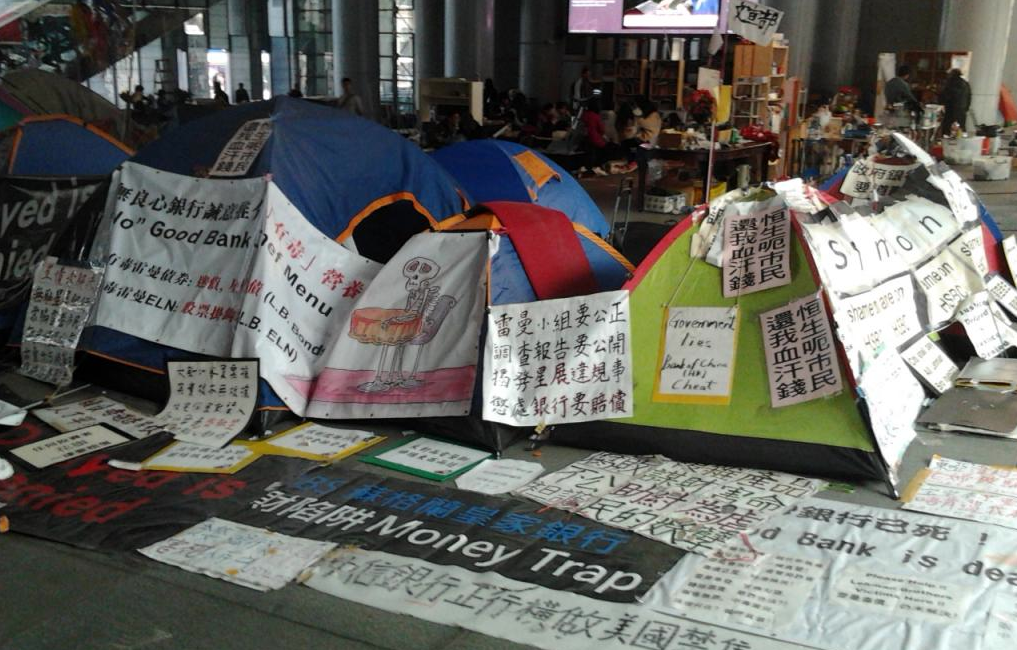
佔領者紮營佔領滙豐總行大樓地下廣場。

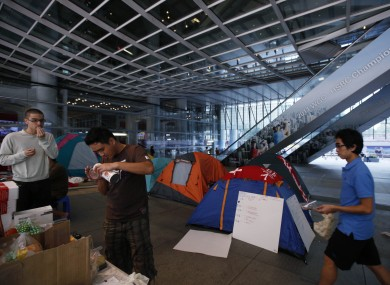
佔領者在佔領區內起居飲食。

2011年10月，為響應美國佔領華爾街和「一起佔領」（Occupy Together）運動，香港部分市民發起了佔領中環運動。佔領營區設在香港中環滙豐總行大廈地下的廣場。在活動晚期，成為背包客免費住宿的地方。
2012年6月底，匯豐以取回業權為理由，要求示威者撤出。8月13日，高等法院發出禁制令，責令佔據者於8月27日晚上9時前離開，但佔據者違抗禁令，更在27日當晚舉行音樂會。期限後15天，即9月11日，法庭的執達吏前往驅逐佔領者，執達主任包圍一批示威者，將他們逐一抬走，最終用上近8小時完成清場。三名集會人士因推跌工作人員而被警方拘捕。長達11個月的佔領行動正式告終。

## 评价
有人认为，佔據運動是國際社會的抗議運動，反對社會和經濟的不平等，其主要目的是使經濟在更公平的社會結構和權力關係。不同的地方有不同的重點，但首要關注的問題是，大型企業和全球金融系統控制世界的方式是不成比例惠及少數，破壞民主和不穩定的要求。